# Fernando de la Rúa
Fernando de la Rúa (ur. 15 września 1937 w Córdobie, zm. 9 lipca 2019 w Buenos Aires) – argentyński polityk, prezydent Argentyny w latach 1999–2001. Ustąpił ze stanowiska na fali masowych protestów przeciwko złej sytuacji gospodarczej państwa.
Jego synem jest Antonio de la Rúa, były partner piosenkarki Shakiry.